# Voormalige brandweerkazerne van Brussel

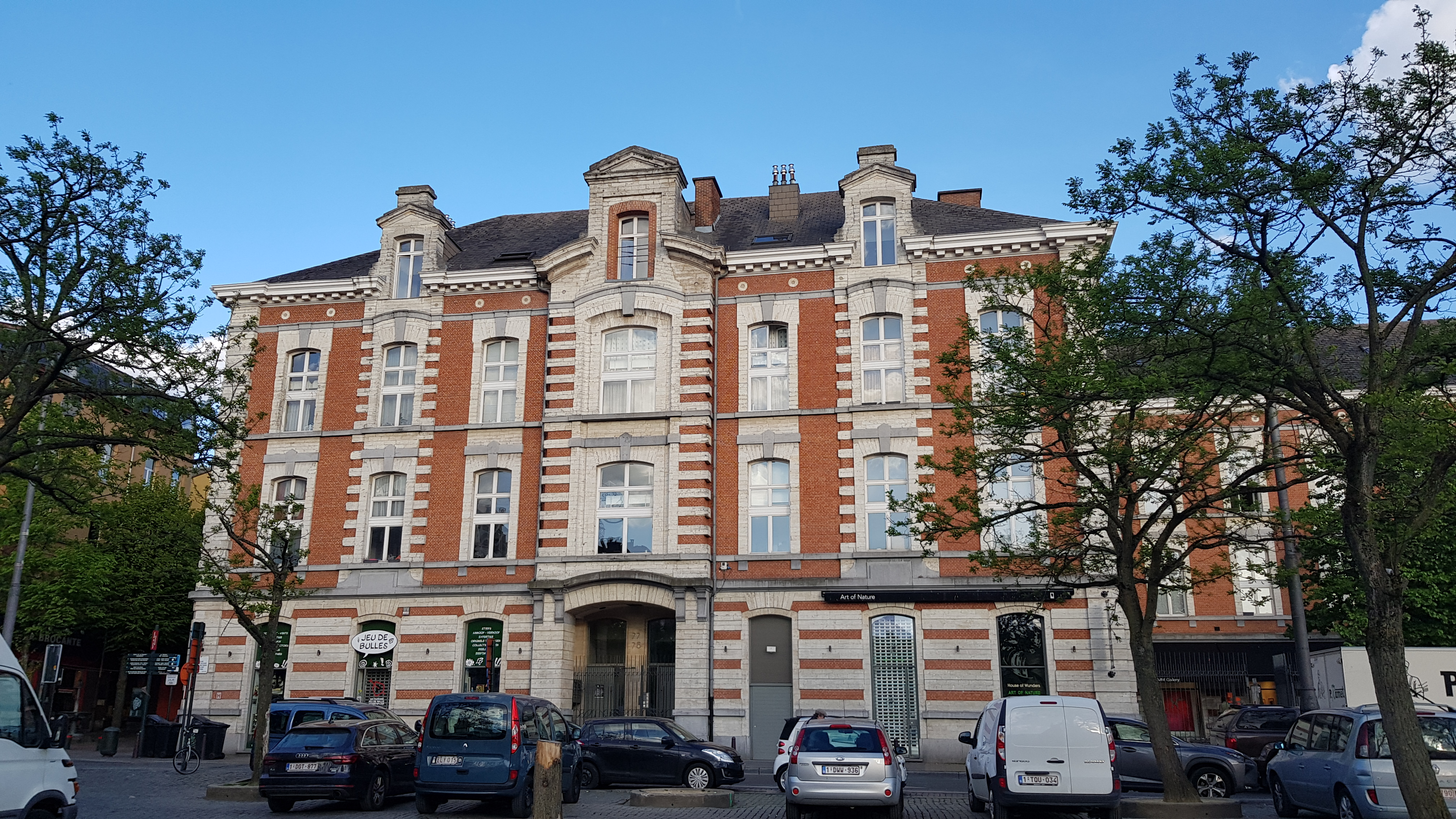
Brussel-Vossenplein 77-78

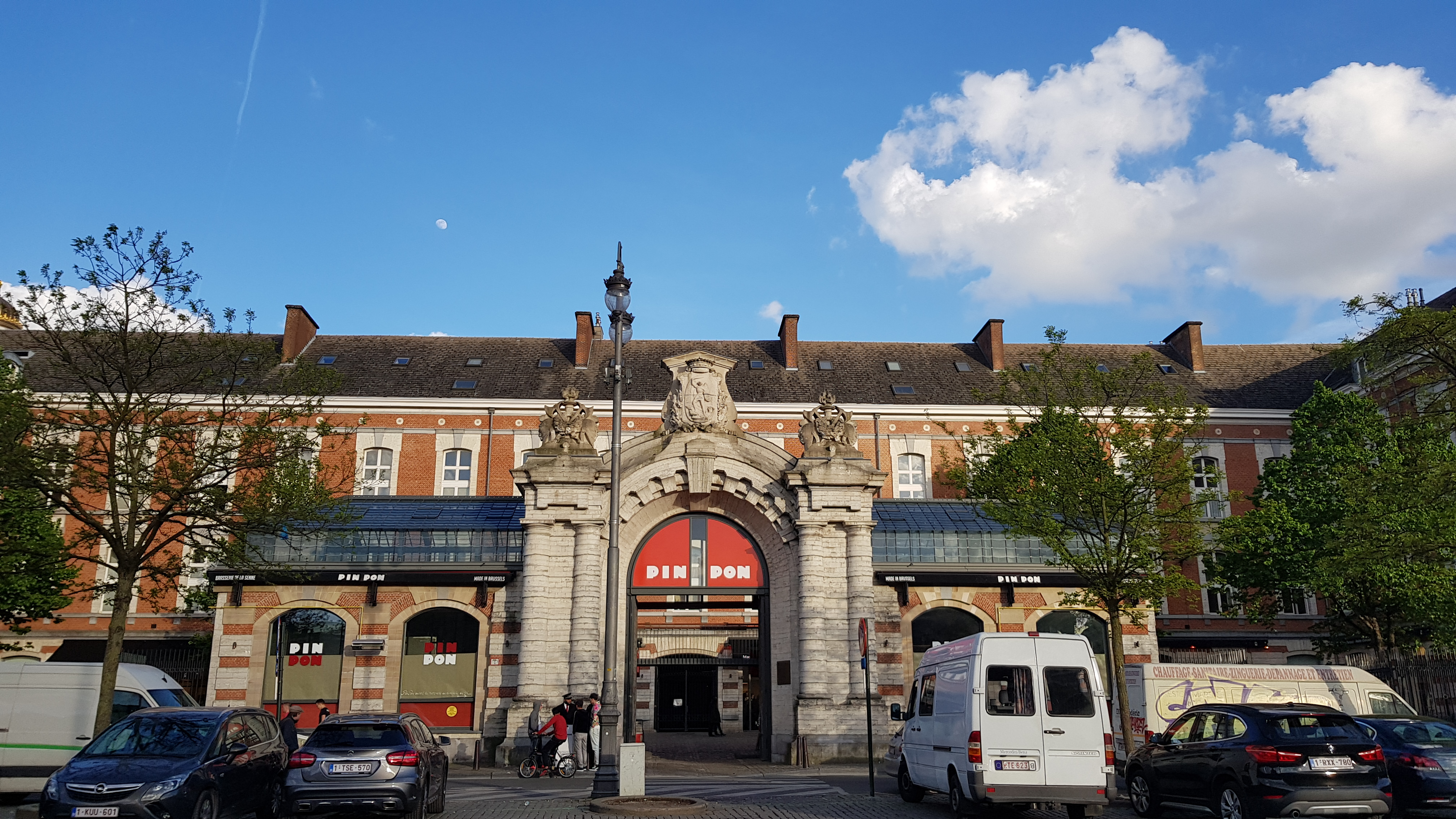
Brussel-Vroegere brandweerkazerne Vossenplein

In de voormalige brandweerkazerne van Brussel was van 1863 tot 1982 de generale staf van de Brusselse brandweer gevestigd. Het statige gebouw met kenmerkende toegangspoort werd ontworpen door architect Joseph Poelaert en is gelegen aan het Vossenplein.

## Geschiedenis
Toen de Brusselse brandweer werd opgericht in 1800 had deze nieuwe stedelijke veiligheidsdienst nog geen vast onderkomen. In 1806 vestigde de brandweer zich in een voormalige brasserie aan het Anneessensplein, die als eerste kazerne werd uitgebouwd. Halverwege de 19e eeuw voldeed dit oorspronkelijke gebouw echter niet meer aan de noden van de Brusselse brandweer: het verkeerde in slechte staat en werd te klein om nog goed te kunnen functioneren. Bovendien stond de kazerne in de weg van nieuwe verkeersverbinding tussen de Zuidlaan en het Anneesensplein, waardoor een alternatief zich stilaan opdrong.
Omstreeks dezelfde periode ontstonden er in de gemeenteraad plannen om de overbevolkte en ongezonde Marollenwijk te saneren door de aanleg van een nieuwe, brede verkeersweg ( de Blaesstraat) met bijhorend plein (het Vossenplein). Het moest komen op de plaats waar eerder de gebouwen van de voormalige machine- en locomotievenfabriek Société du Renard aan de Vossenstraat hadden gestaan, die waren opgekocht door de stad. Aangezien bij de sloop van de fabriek een groot terrein zou komen bloot te liggen, stelde burgemeester Charles de Brouckère in 1853 voor om op deze plaats de nieuwe brandweerkazerne te bouwen, een idee waarin toenmalig schepen van openbare werken Auguste Blaes hem bijtrad.
Architect Joseph Poelaert, die later ook het nabijgelegen Justitiepaleis van Brussel zou ontwerpen, was verantwoordelijk voor de plannen van de kazerne. Naast de vertrekken van de brandweer zou op het terrein overigens ook een gemeenteschool voorzien worden. Het werd een groot U-vormig gebouw in eclectische stijl met in het midden een monumentale poort.
In 1982 werden deze gebouwen na meer dan 100 jaar trouwe dienst verlaten en verhuisde de brandweer naar haar huidige locatie in de Helihavenlaan.

## Huidig gebruik
Tegenwoordig wordt het gebouw gebruikt als woon- en handelsruimte. In het voormalige poortgebouw bevindt zich een horecazaak, terwijl de omliggende gebouwen worden ingenomen door antiekwinkels en kunstgalerijen.